# السعيدات
السعيدات هي قرية مغربية وسط المملكة. تنتمي السعيدات لإقليم شيشاوة. تضم هذه القرية 6.552 نسمة (إحصاء 2004).